# Auksologia
Auksologia – nauka o rozwoju ontogenetycznym (osobniczym) i oddziaływaniach środowiska zewnętrznego na rozwijające się dziecko. Zajmuje się prawidłowościami rozwoju dziecka, dąży do optymalnego rozwoju dziecka, ma wielkie znaczenie dla pediatrii i geriatrii. Wyniki badań auksologicznych mają duże znaczenie dla szkolnictwa. Nauczyciele klas 1-3 są zobowiązani do oceny auksologicznej dzieci z tych klas.
Pojęcie auksologii wprowadził w 1903 roku lekarz, antropolog Paul Godin.
Auksologia opiera się głównie na:
1. zbieraniu wywiadu: ciąża, poród, pierwsze 2 lata
2. ocenie somatoskopowej: proporcje ciała, stan odżywienia, czynność tarczycy, wtórne cechy płciowe
3. badaniu przedmiotowym wraz z oceną wieku kostnego i zębowego oraz sprawności i wydolności fizycznej
4. badaniach dodatkowych.

Badanie wykonuje lekarz. Gdy ma trudności, kieruje dziecko do poradni specjalistycznej. Wybrane przypadki leczone są w oddziałach pediatrycznych lub poradniach endokrynologicznych.
Wnioski:
a) typauksja – rozwój w pełni prawidłowy
b) dysauksja – nie ma patologii, ale rozwój jest nietypowy
c) auksjopatia – rozwój jest nieprawidłowy, najczęściej opóźniony związany z endokrynopatią.